# Battle of Mice
Battle of Mice est un supergroupe de post-metal américain, originaire de New York. Le groupe se forme en 2005 et publie un premier split intitulé Triad. Il suit d'un premier et unique album studio, A Day of Night, en 2006. Le groupe se sépare en septembre 2009.

## Biographie
Le groupe est formé autour de Julie Christmas (Made Out of Babies) et Josh Graham (Neurosis, ex-Red Sparowes, A Storm of Light) ; avec Joel Hamilton (Book of Knots), Tony Maimone (Book of Knots, Pere Ubu), et Joe Tomino (Fugees, Dub Trio, Peeping Tom). 
Le groupe naît lorsque Julie Christmas et le guitariste et claviériste Josh Graham se rencontrent à Austin, au Texas en 2005, alors qu'ils étaient en tournée avec leurs groupes respectifs. Un premier split, Triad (Red Sparowes/Battle of Mice/Made Out of Babies) est issu de cette rencontre. Les débuts du groupe sont malgré tout lents et tumultueux, les deux personnages ne s'appréciant pas au premier abord, et évoluant ensuite dans une relation connaissant de nombreux hauts et bas. Lorsque les tensions entre eux atteignent leur paroxysme, ils vont jusqu'à refuser de jouer ensemble en studio. 
Leur frustration se manifesterait dans les paroles des chansons de leur premier et unique album studio, A Day of Night. L'album, publié sur le label Neurot Recordings, est à la croisée du heavy metal, du post-rock et de la musique bruitiste,,. Le groupe se sépare en septembre 2009.

## Origine du nom
Le nom du groupe est issu d'une citation d'Alexandre le Grand au sujet de l'invasion de la Crète.

## Membres
- Julie Christmas - chant
- Josh Graham (Neurosis, ex-Red Sparowes, A Storm of Light) - guitare, clavier, chant
- Joel Hamilton - batterie
- Tony Maimone - basse
- Joe Tomino - batterie

## Discographie
- 2006 : Triad (split)
- 2006 : A Day of Nights
- 2008 : Jesu/Battle of Mice (split EP)